# باروخ ساموئل بلومبرگ

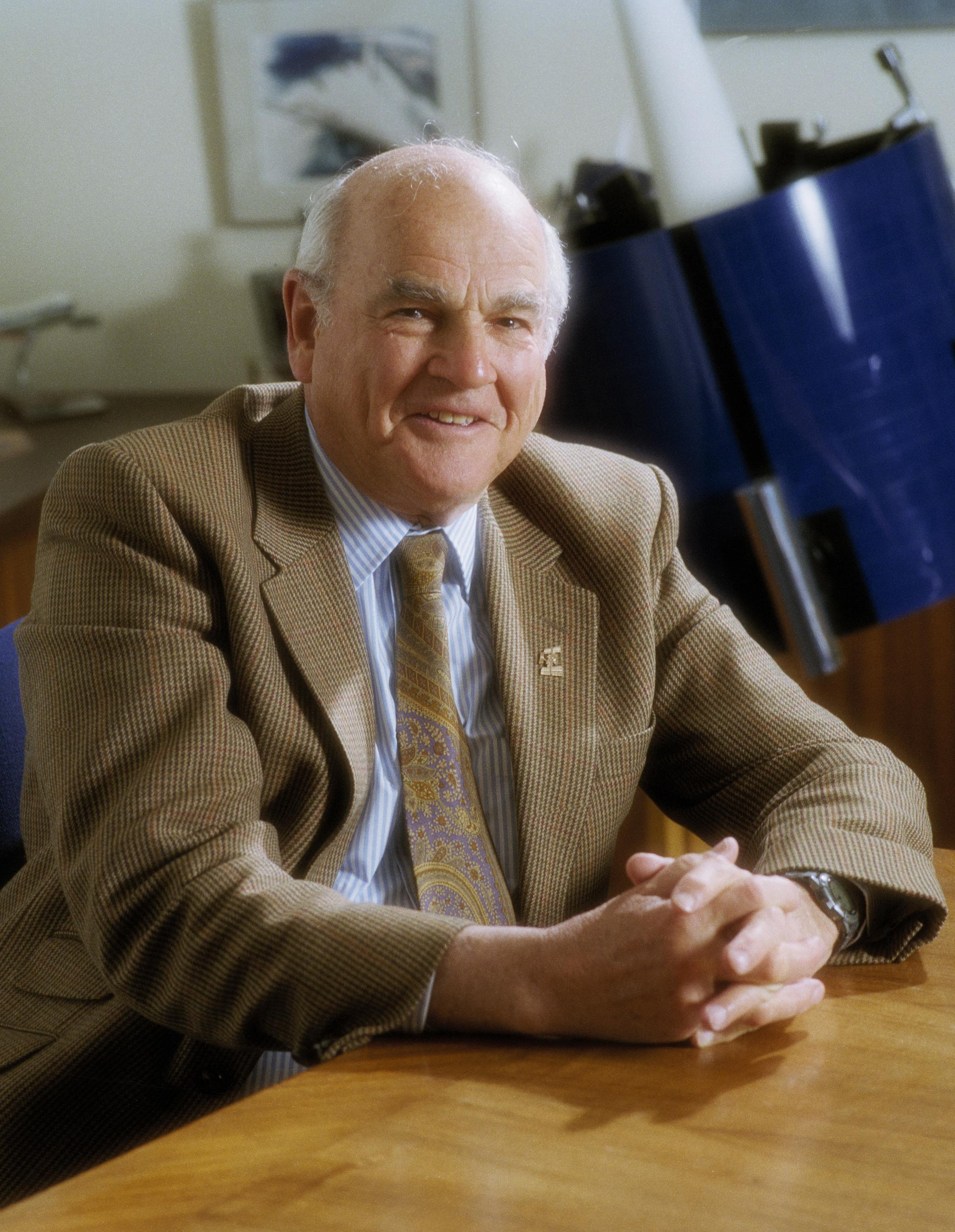

باروخ ساموئل بلومبرگ (به انگلیسی: Baruch Samuel Blumberg) (۲۸ ژوئیه ۱۹۲۵ –۵ آوریل ۲۰۱۱) مشهور به بری بلومبرگ پزشک آمریکایی است. او جایزه نوبل فیزیولوژی و پزشکی در سال ۱۹۷۶ را مشترکاً با دانیل کارلتون گایداشک برای کشفشان در مورد مکانیسم‌های جدید برای منشأ و انتشار بیماری‌های عفونی، برنده شد. او رئیس انجمن فلسفی آمریکا از سال ۲۰۰۵ تا زمان مرگش بود.
همچنین او ویروس هپاتیت B را شناسایی کرد و بعداً آزمایش و تشخیص آن و واکسن را توسعه داد.
بلومبرگ ۸۵ ساله مدت کوتاهی پس از ارائه سخنرانی مهمی در جریان یک کنفرانس در سازمان فضایی آمریکا (ناسا) بر اثر بروز یک سکته قلبی ناگهانی در «موفت فیلد» کالیفرنیا درگذشت.